# Михайлова, Раиса Павловна
Раиса Павловна Михайлова (урожд. Кузнецова) (17 июля 1937, д. Пощупово, Рыбновский район, Рязанская область, РСФСР, СССР — 12 марта 2014, Москва, Российская Федерация) — советская баскетболистка и тренер, заслуженный мастер спорта СССР (1961), заслуженный тренер РСФСР (1978).
Окончила МОГИФК.

## Биография
Становилась чемпионкой мира в 1959, 1964 и 1967 годах.
Чемпионка Европы 1960, 1964 и 1966 годов.
Выступала за команду «Серп и Молот» (Москва). Становилась чемпионом СССР 1959 года и бронзовым призёром 1963 года.
На спартакиадах народов СССР была чемпионом в 1959 году и бронзовым призёром 1963 года.
Завершила спортивную карьеру в 1969 году.
В 1972—1974 годах — старший тренер женской команды «Серп и Молот».
С 1974 по 1984 год — старший тренер сборных команд юниорок и девушек СССР. Под её руководством советские команды выиграли первенства Европы в 1977, 1979 и 1981 годах среди юниорок, в 1976, 1978 и 1980 — среди девушек.
В 1984 году перешла работать в спортивный клуб завода «Серп и Молот». Работала с командами девушек, а потом инструктором по спорту на стадионе «Металлург».
Награждена медалью «За трудовое отличие». Была членом Всесоюзного тренерского совета.
Скончалась 12 марта 2014 года в Москве. Похоронена на Николо-Архангельском кладбище.